# Херсонський базовий медичний коледж
Херсонський базовий медичний коледж — вищий навчальний заклад II рівня акредитації.

## Історія коледжу

### Земська фельдшерська школа
У жовтні 1872 року при Херсонській земській лікарні почала свою діяльність перша в губернії спеціалізована медична установа — земська фельдшерська школа, що розміщувалася у вільних приміщеннях богоугодних закладів. До школи приймалися юнаки віком від 14 до 20 років, які володіли російською мовою й витримали вступні іспити. Для виправлення моральних відхилень учнів при школі функціонував карцер. Вивчалися такі дисципліни:
1. Закон Божий
2. російська мова
3. арифметика
4. початкові відомості про природничі науки
5. історія й географія Росії
6. латинська мова
7. ботаніка
8. фармакологія
9. фармакогнозія
10. анатомія
11. фізіологія
12. патологія
13. терапія
14. венерологія
15. хірургія
16. зуболікування
17. візити додому.

Практичні заняття проводилися в лікарні, причому як денні, так і нічні. Випускники, які успішно витримали всі перекладні й випускні іспити, одержували посвідчення на звання фельдшера, а ті, хто відробив 4 роки після закінчення школи, одержували звання старшого фельдшера. Перший випуск фельдшерів відбувся 1876 року (10 чоловіків).
З 1903/1904 р. переважна кількість вихованців були міських станів; порівняно з минулими роками ця категорія навіть збільшилася. До категорії міських відносилися й жителі повітів. До 1901 року до фельдшерської школи приймалися особи всіх звань і станів, до того ж, приїжджі з інших губерній користувалися однаковими правами з жителями Херсонської губернії. З 1901 року під час прийому до школи перевага віддається уродженцям і постійним жителям Херсонської губернії. Значна кількість випускників школи й учнів старших класів брала участь у революційному русі.
До речі, фельдшерський рух, що одержав широкий відгук і підтримку в багатьох губерніях Росії, зародився на Херсонщині. У серпні 1914 року почалася Перша світова війна. Фельдшерська школа з напіввійськовими порядками переводиться майже на воєнний стан. Скасовано було канікули. Заняття проводилися протягом усього року. Частина учнів було покликано на фронт, але учням 1894—1897 р. народження надається відстрочка для закінчення школи.

### Воєнно-фельдшерська школа
1905 року в Херсоні відкрито воєнно-фельдшерську школу, що проіснувала до 1922 року.
Обидві фельдшерські школи працювали й під час революції, й громадянської війни, але з перервами.

### Херсонськаакушерськашкола сестер милосердя
Декретом РНК від 29 січня 1920 року фельдшерські школи були ліквідовані, а 1 квітня того ж року на їхній базі повітовим відділом охорони здоров'я була організована Херсонська акушерська школа сестер милосердя із дворічним терміном навчання. Перший випуск акушерок відбувся 1922 року й складався з 13 чоловік.

### Медична професійна школа
1927 року акушерська школа сестер милосердя перепрофільована в медпрофшколу з 4-річним строком навчання. На початку 30-х років у Херсоні створені курси для підготовки медичних працівників: зубних техніків, фельдшерів-лаборантів, фармацевтів, зубних лікарів. Ці курси давали глибокі знання в обсязі школи й працювали під керівництвом інститутів удосконалення лікарів і провізорів.

### Фармацевтична школа
1937 року в Херсоні відкрита фармацевтичну школу, з якої в довоєнний період проведено два випуски помічників провізорів (1937-1940, 1938-1941). Після звільнення міста від німецько-фашистських загарбників постановою Херсонського облвиконкому № 95 від 31 травня 1944 року медпрофшкола відновила свою роботу як Херсонська фельдшерсько-акушерська школа.

### Херсонське медичне училище
На підставі наказу Міністерства охорони здоров'я України від 24 червня 1954 року відповідно до постанови РНК від 1937 року фельдшерсько-акушерська школа перейменована в Херсонське медичне училище. Таким чином, Херсонське медичне училище стало правонаступником усіх спеціалізованих медичних установ у місті та продовжувачем їхніх найкращих традицій.
Наказом Міністерства охорони здоров'я України № 585 від 15 листопада 1963 року Херсонське медичне училище визнане базовим. 1978 року, з огляду на високий рівень матеріально-технічного забезпечення навчального процесу й кадровий потенціал викладачів, в училищі за вказівкою Міністерства охорони здоров'я України було відкрите відділення для осіб з недоліками слуху за фахом «Стоматологія ортопедична». З 1982 до 1997 року здійснювалася підготовка за вечірньою формою навчання на спеціальності «Сестринська справа». Кількість студентів у 60-х — 80-х роках сягала 2000 осіб.

### Утворення Херсонського базового медичного коледжу
Рішенням XIX сесії ХХІІІ скликання № 409 від 26 липня 2001 р. обласної ради народних депутатів Херсонське базове медичне училище реорганізоване в Херсонський базовий медичний коледж. За роки свого існування, Херсонським базовим медичним коледжем підготовлено понад 52 тис. медичних працівників.

## Сьогодення коледжу
Сьогодні Херсонський базовий медичний коледж — це багатопрофільний навчальний заклад, у якому 1100 юнаків та дівчат навчаються за освітньо-кваліфікаційним рівнем «молодший спеціаліст» за спеціальностями:

1201 «Медицина»

1202 «Фармація»

5.120 10 101 «Лікувальна справа»

5.120 10 102 «Сестринська справа»

5.120 10 201 «Лабораторна діагностика»

5.120 10 104 «Стоматологія»

5.120 10 105 «Акушерська справа»

5.120 10 106 «Стоматологія ортопедична»

5.120 20 101 «Фармація» (за денною та заочною формами навчання).
Також відбувається навчання за освітньо-кваліфікаційним рівнем «бакалавр» за спеціальністю 6.120 101 «Сестринська справа».
Херсонський базовий медичний коледж має навчальний корпус, гуртожиток, спортивний комплекс, бібліотеку з читальним залом. У коледжі функціонує 45 лабораторій та 40 кабінетів, які обладнано сучасним устаткуванням, апаратурою, макетами, муляжами, моделями й іншими наочними посібниками, у тому числі кабінети технічних засобів навчання, інформатики та обчислювальної техніки, лінгафонні, а також 17 навчальних кімнат, кабінетів і лабораторій на базах лікувально-профілактичних установ міста.
Підготовку кваліфікованих медичних працівників забезпечує педагогічний колектив у складі 170 викладачів, серед яких чимало практичних медичних працівників, кандидати медичних наук, викладачі вищої та першої категорії, старші викладачі та викладачі-методисти.

## Випускники
- Скрицький Олег Миколайович (1975—2015) — солдат Збройних сил України, учасник російсько-української війни.